# Klisa (Lipik)
Klisa (1910 és 1981 között Klisa Pakračka) falu Horvátországban Pozsega-Szlavónia megyében. Közigazgatásilag Lipikhez tartozik.

## Fekvése
Pozsegától légvonalban 42, közúton 53 km-re északnyugatra, községközpontjától légvonalban és közúton 3 km-re északra, Nyugat-Szlavóniában fekszik. Keletről Lipik, északról Prekopakra, nyugatról Kukunjevac, délről Dobrovac falvak határolják. 

## Története
A falu területe valószínűleg már a középkorban lakott volt, Fejérkő várának uradalmához tartozott. Általánosan elfogadott vélemény szerint a középkori Lipik a mai Klisa területén feküdt. A falu nevét is az egyházat jelentő latin „ecclesia” főnévből származtatják. A középkori települést 1543-ban a török hódítás pusztította el.
A térség a 16. század közepétől több mint száz évig török uralom alatt állt. A 17. század végétől a török kiűzése után a területre folyamatosan telepítették be a keresztény lakosságot. Első lakói pravoszláv szerbek voltak. Az első katonai felmérés térképén „Dorf Klisa” néven találjuk. Lipszky János 1808-ban Budán kiadott repertóriumában „Klisza” néven szerepel.  Nagy Lajos 1829-ben kiadott művében „Klisza” néven összesen 24 házzal, 180 ortodox vallású lakossal találjuk. 
A 19. században a pakráci uradalom akkori ura a Jankovich család magyar és német telepeseket hozatott ide az uradalom földjeinek megművelésére. A településnek 1857-ben 116, 1910-ben 269 lakosa volt. 1910-ben a népszámlálás adati szerint lakosságának 50%-a magyar, 40%-a szerb, 5%-a német, 3%-a horvát anyanyelvű volt. Pozsega vármegye Pakráci járásának része volt. Az első világháború után 1918-ban az új szerb-horvát-szlovén állam, majd később (1929-ben) Jugoszlávia része lett. 1991-ben lakosságának 59%-a szerb, 30%-a horvát, 3%-a magyar nemzetiségű volt. A délszláv háború idején 1991. novemberében és decemberében súlyos csaták folytak itt a Lipik és Pakrác felszabadítására irányuló harcokban. Lipiket december 6-án szabadították fel a horvát erők. A szerb lakosság elmenekült. 2011-ben 73 lakosa volt.

## Lakossága
| Lakosság változása | Lakosság változása | Lakosság változása | Lakosság változása | Lakosság változása | Lakosság változása | Lakosság változása | Lakosság változása | Lakosság változása | Lakosság változása | Lakosság változása | Lakosság változása | Lakosság változása | Lakosság változása | Lakosság változása | Lakosság változása |
| ------------------ | ------------------ | ------------------ | ------------------ | ------------------ | ------------------ | ------------------ | ------------------ | ------------------ | ------------------ | ------------------ | ------------------ | ------------------ | ------------------ | ------------------ | ------------------ |
| 1857               | 1869               | 1880               | 1890               | 1900               | 1910               | 1921               | 1931               | 1948               | 1953               | 1961               | 1971               | 1981               | 1991               | 2001               | 2011               |
| 116                | 191                | 196                | 220                | 269                | 269                | 259                | 292                | 246                | 230                | 213                | 206                | 160                | 139                | 57                 | 73                 |